# Friedrich von Huene
Friedrich von Huene va ser un paleontòleg alemany (Tübingen, 22 de març de 1875 - 4 d'abril de 1969). Va ser el paleontòleg que més espècies de dinosaures va designar de tot Europa durant la primera meitat del segle xx.
Després d'estudiar a Basilea i la Universitat de Lausana, va exercir de catedràtic de paleontologia a la universitat de Tübingen (1901-1956) i professor de la mateixa disciplina fins a 1965. Al costat de Robert Broom, va dur a terme un estudi detallat sobre la fauna fòssil del Triàsic de Karoo (Sud-àfrica) el 1905, en 1914 va exposar la divisió dels dinosaures en Ornithischia i Saurischia, va fer estudis sobre el Triàsic de Turíngia (1908) i el riu Nucker (1921-24) i el Cretaci de la Patagònia (1919). Entre els dinosaures i fòssils descrits per Huene es troben Halticosaurus (1908), Saltopus (1910) i Altispinax (1922), tots ells del grup dels teròpodes.